# Da Vinci's Demons
Da Vinci's Demons (tiếng Việt: Những con quỷ của Da Vinci) là một bộ phim truyền hình Mỹ-Anh nói về thời tuổi trẻ của một họa sĩ, nhà phát minh thiên tài trí tuệ và lập dị Leonardo Da Vinci, công chiếu trên kênh Fox và Starz. Bộ phim đã được hình thành và biên kịch bởi David S. Goyer, phát triển sản xuất bởi BBC's Adjacent Productions và quay phim tại Bay Studios ở Neath, Port Talbot và Swansea xứ Wales.
Tám tập của bộ phim đã được ủy quyền bởi Starz, với 6 tập đầu ra mắt vào ngày 12 tháng 4 năm 2013.
Vào ngày 17 Tháng Tư năm 2013, kênh Starz ủy quyền "Da Vinci's Demons" cho đợt thứ hai sẽ được phát sóng trong năm 2014. Goyer đã thông báo rằng hai nhà văn truyện tranh Jonathan Hickman và Matt Fraction đã được thuê để viết hai tập cho đợt hai.

## Sơ lược nội dung
Được mô tả theo kiểu phim lịch sử, loạt hình ảnh khám phá những câu chuyện chưa được kể về Da Vinci, người đã có những "phát minh" đi trước thời đại ở tuổi 25, tại một thời điểm trong lịch sử mà "tư tưởng và đức tin bị kiểm soát... ông như một người chiến đấu chống lại nó để định hướng cho trí thức tự do."
Lịch sử bí mật của cuộc sống hấp dẫn của Leonardo Da Vinci cho thấy một người đàn ông trẻ tuổi bị hành hạ bởi những món quà của thiên tài phi thường: một người dị giáo muốn để lộ nhiều điều dối trá của tôn giáo, một kẻ nổi loạn người tìm cách lật đổ một xã hội tinh hoa và một người con hoang khao khát được cha mình công nhận là hợp pháp.
Leonardo đang nằm trong vòng xoáy của cơn bão được hình thành từ thế kỷ trước: một cuộc xung đột giữa sự thật và dối trá, tôn giáo và lý trí, quá khứ và tương lai. Nguyện vọng của lực lượng bí ẩn này dồn ép ông dấn thân vào một "trò chơi quyến rũ" trong đó có sự khám phá, đấu trí căng thẳng hơn là kết quả đã hình thành của nó.
Phải đối mặt với một tương lai không thể định hướng, nhiệm vụ cho sáng tạo để hoàn tác như là trò chơi vượt qua giới hạn tối cao của lý trí. Da Vinci, sau đó đã ẩn bóng trong thiên tài của mình và nổi lên như một lực lượng không thể ngăn cản của bóng tối mà phải mất một thời gian dài về sau, người ta mới làm sáng tỏ được chúng.

## Các Diễn viên Và Nhân vật
- Tom Riley vai Leonardo da Vinci
- Laura Haddock vai Lucrezia Donati, người tình của Lorenzo Medici và người yêu của Leonardo da Vinci.
- Blake Ritson vai Bá tước Girolamo Riario
- Elliot Cowan vai Lorenzo Medici
- Lara Pulver vai Clarice Orsini, Người vợ quyến rũ và có tư tưởng chính trị của Lorenzo Medici.
- Gregg Chillin vai Zoroaster
- Hera Hilmar vai Vanessa
- Eros Vlahos vai Nico
- James Faulkner vai Giáo hoàng Sixtus IV
- Tom Bateman vai Giuliano Medici
- Alexander Siddig vai Al-Rahim
- Allan Corduner vai Andrea Verrocchio
- David Schofield vai Piero da Vinci
- Paul Westwood vai Niccolò Ardinghelli
- Jan Erik Madsen vai Zircher
- Hugh Bonneville vai Công tước thành Milan

## Các Đợt Phát Sóng
| Lần phát hành | Lần phát hành | Số Tập | Công Chiếu          | Công Chiếu         | Ngày Phát hành DVD và Blu-ray | Ngày Phát hành DVD và Blu-ray | Ngày Phát hành DVD và Blu-ray |
| Lần phát hành | Lần phát hành | Số Tập | Mùa Ra Mắt          | Mùa Cuối           | Khu vực 1                     | Khu vực 2                     | Khu vực 4                     |
| ------------- | ------------- | ------ | ------------------- | ------------------ | ----------------------------- | ----------------------------- | ----------------------------- |
|               | 1             | 8      | 12 tháng 4 năm 2013 | 7 tháng 6 năm 2013 | TBA                           | 28 tháng 10 năm 2013          | TBA                           |

## Các Tập Phim
(Tiêu đề của các tập phim được đặt theo tên của những lá bài Tarot có nội dung tương ứng)
| STT. | Tiêu Đề          | Đạo diễn           | Biên Kịch                                                               | Ngày công chiếu     | Số lượng xem (đơn vị hàng triệu) |
| --- | ---------------- | ------------------ | ----------------------------------------------------------------------- | ------------------- | -------------------------------- |
| 1 | "The Hanged Man" | David S. Goyer     | David S. Goyer                                                          | 12 tháng 4 năm 2013 | 1.05                             |
| Công tước xứ Milan (Hugh Bonneville) bị ám sát ngay trước lễ Phục Sinh 1477. Leonardo da Vinci đã thiết kế một chim bồ câu cơ khí bay lượn mà không cần dây. Đức Giáo hoàng Sixtus IV được tiết lộ có quan hệ đồng tính. Leonardo được Nhà Medici thuê làm Kỹ sư quân sự thiết kế các loại vũ khí mới. |                  |                    |                                                                         |                     |                                  |
| 2 | "The Serpent"    | David S. Goyer     | David S. Goyer & Scott M. Gimple                                        | 19 tháng 4 năm 2013 | 0.51                             |
| Leonardo bắt đầu thiết kế một cỗ súng máy cho Medici, và nỗ lực đầu tiên của ông thất bại. Tuy nhiên, Lorenzo cho anh ta một tuần để cải tiến nó. Cùng lúc, Leonardo cũng tiếp tục truy tìm Sách lá. Đức Giáo hoàng gửi cho cháu trai Riaro của mình để điều tra Leonardo và tìm hiểu thêm về sức mạnh của Medici. |                  |                    |                                                                         |                     |                                  |
| 3 | "The Prisoner"   | Jamie Payne        | Story by: Scott M. Gimple Teleplay by: Scott M. Gimple & David S. Goyer | 26 tháng 4 năm 2013 | 0.38                             |
| Riario thăm Đức Giáo hoàng để thông báo về Da Vinci. Da Vinci đi đến một tu viện Vanessa để giúp đỡ các nữ tu, những người được cho là quỷ ám bởi hành động chống lại Roma (Vatican) của nhà Medici. Lupo Mercuri, người phụ trách các bí mật tàng kinh các của Vatican, đến tu viện để trợ giúp chiến đấu chống lại ma quỷ. Da Vinci đã bác bỏ sự dối trá của Mercuri, Da Vinci không tin vào ma quỷ và khẳng định bệnh điên của các nữ tu đến vì nguyên nhân khác. Vì sự hoài nghi của mình, Da Vinci đã tìm ra chất cực độc được tẩm vào bàn chân của một bức tượng thánh ở sân trước tu viện. |                  |                    |                                                                         |                     |                                  |
| 4 | "The Magician"   | Jamie Payne        | David S. Goyer & Jami O'Brien                                           | 3 tháng 5 năm 2013  | 0.42                             |
| Đức Giáo hoàng Sixtus cử Riario đến Florence ra điều kiện đầu hàng cho thành phố. Da Vinci phát hiện sự tham gia bí ẩn các thành viên gia đình Medici và "con trai của Mithras". Lucrezia có biện pháp quyết liệt để đảm bảo an toàn cho vị trí nội gián cho Vatican của mình. Da Vinci nói đến sự hùng mạnh của Florence với Riario lấy nguồn cảm hứng từ quả lựu làm cho đội quân của Roma phải tạm rút lui. Nhưng thành công của Da Vinci không được tồn tại lâu khi ông đột ngột bị bắt. |                  |                    |                                                                         |                     |                                  |
| 5 | "The Tower"      | Paul Wilmshurst    | Joe Ahearne                                                             | 10 tháng 5 năm 2013 | 0.46                             |
| Các thử nghiệm về quan hệ đồng tính của Da Vinci bị kết tội, khi Da Vinci bị bắt, nó nhanh chóng được biết rằng đó là một mưu đồ chính trị của Roma để làm suy giảm uy lực của nhà Medici, và Da Vinci nhận ra rằng anh ta sẽ cần phải nhờ đến những cách thông minh hơn để ngăn chặn bất lợi cho mình khi bị xét xử. Trong khi đó, Lorenzo cố gắng lấy uy tín với người đại diện Hoàng gia Tây Ban Nha để đầu tư một khoản tài chính cần thiết cho Ngân hàng Medici đang trên vực phá sản. Da Vinci được bất ngờ gặp lại người Tu sĩ, giúp anh ta nhớ lại chính xác đến ngạc nhiên những điều còn mơ hồ thời thơ ấu của mình. |                  |                    |                                                                         |                     |                                  |
| 6 | "The Devil"      | Paul Wilmshurst    | Brian Nelson & Marco Ramirez                                            | 17 tháng 5 năm 2013 | 0.55                             |
| Trong một nỗ lực để tìm hiểu thêm về vị trí của "Sách Lá", Người tu sĩ gửi Da Vinci một nhiệm vụ để xác định vị trí và giải cứu Abyssinia, một trong những người vẽ bản đồ có thể giúp Da Vinci vén bức màn bí ẩn. Nhưng người vẽ bản đồ được tổ chức bởi một kẻ thù khủng khiếp sâu trong vùng nông thôn Rumani được tiết lộ là không có gì khác hơn so với Vlad Impaler hay còn gọi là Dracula. Trong khi đó, Giuliano tiếp tục gây ấn tượng khi anh có những phát hiện mới trong cuộc điều tra để tìm ra kẻ gián điệp thực sự tại Florence. Lorenzo đang cố gắng để tạo thành một liên minh với Công tước xứ Urbin chống lại chiến tranh sắp xảy ra giữa La Mã và Giáo hoàng Sixtus - đang mệt mỏi hơn vì những thất bại lần lượt của đứa cháu Riario. |                  |                    |                                                                         |                     |                                  |
| 7 | "The Hierophant" | Michael J. Bassett | Sarah Goldfinger & Corey Reed                                           | 31 tháng 5 năm 2013 | 0.45                             |
| Leonardo chế tạo một bộ đồ lặn dưới nước và sử dụng nó để vào Vatican từ hệ thống cống thoát nước. Đức Giáo hoàng cố gắng thuyết phục công tước xứ Urbino để giúp anh ta chinh phục nhà Medici. Sau khi Leonardo vào Vatican, ông đã đối diện với Đức Giáo hoàng và tù nhân bí ẩn nắm giữ một bí mật lớn. Giuliano phát hiện ra danh tính của điệp viên của Roma, và bị đâm khi anh đối mặt với cô(Lucrezia Donati). |                  |                    |                                                                         |                     |                                  |
| 8 | "The Lovers"     | Michael J. Bassett | David S. Goyer, Brian Nelson & Corey Reed                               | 7 tháng 6 năm 2013  | 0.38                             |
| Da Vinci được tiết lộ từ Tu sĩ Turk những việc tương lai cho số phận của mình sẽ hướng tới, nhưng đầu tiên ông phải đặt chỗ để có được hành trình trên con tàu hướng về Nam Mỹ và tiếp tục theo đuổi công việc tìm kiếm "Sách lá" và mẹ của mình. Giuliano được cứu sống và trên đường trở lại Florence nhưng đã vượt thời điểm đám cưới của mình với con gái của nhà Pazzi. Trên đường về nhà, anh được biết về âm mưu giết gia đình mình tại Thánh Lễ Phục Sinh. Kết quả là một trận đấu kiếm giữa Pazzi và Medici và những gì còn lại là chưa được viết. |                  |                    |                                                                         |                     |                                  |

## Sản Xuất
David S. Goyer đã làm việc với chuyên gia Julian (chuyên về phiên tòa xử án) trên các tập phim đầu. Bộ phim đánh dấu sự hợp tác đầu tiên giữa Starz và BBC Worldwide theo một thỏa thuận hợp tác sản xuất mới thành lập sau khi sản xuất phim Torchwood: Miracle Day. Giám đốc Jamie Payne đã làm việc với nhà quay phim Fabian Wagner tập 3 và 4 Goyer đã viết các tập phim đầu tiên. Các tác giả khác bao gồm Scott M. Gimple, Brian Nelson, Joe Ahearne và Corey Reed.
Hầu hết các cảnh quay trong phim được thực hiện tại một phim trường ở xứ Wales, được xây dựng giống với bối cảnh ở Florence vào thế kỷ 15. Ngoại cảnh quay trong phim đã diễn ra tại một khu vực rộng 265.000 feet vuông Swansea Gate Business Park ở Fabian Way và tại Neath Port Talbot. Vị trí quay cảnh bắn súng đã diễn ra tại Swansea, Neath Port Talbot và Margam Castle. Swansea là nơi sinh Edward Thomas, người được đặt ở bộ phận nghệ thuật và làm việc như một nhà thiết kế sản xuất trong phim: Doctor Who và Torchwood, là tác nhân đưa hàng loạt các cảnh quay trong phim đến với trường quay ở xứ Wales.
Nhạc nền trong các tập phim được biên soạn bởi Bear McCreary.

## Bình luận
Bộ phim này đã nhận được đánh giá tích cực từ các nhà phê bình. Trên trang web đánh giá tổng hợp Metacritic, nó đã nhận được một điểm số 62 % dựa trên 27 đánh giá, kết quả đánh giá "nói chung thuận lợi".

## Lịch phát sóng Quốc tế
| Quốc gia                                                                                            | Kênh               | Mùa đầu                  | Giờ chiếu           |
| --------------------------------------------------------------------------------------------------- | ------------------ | ------------------------ | ------------------- |
| Na Uy                                                                                               | Fox Crime          | ngày 15 tháng 4 năm 2013 | 21:55               |
| Nam Phi                                                                                             | FOX (South Africa) | ngày 6 tháng 5 năm 2013  | 21:45               |
| Hy Lạp · Síp                                                                                        | FOX                | ngày 13 tháng 4 năm 2013 | 00:00               |
| Thổ Nhĩ Kỳ                                                                                          | FX (Turkey)        | ngày 13 tháng 4 năm 2013 | 00:00               |
| Úc                                                                                                  | FX Channel         | ngày 16 tháng 4 năm 2013 | 19:30               |
| Bulgaria                                                                                            | FOX                | ngày 15 tháng 4 năm 2013 | 21:50               |
| Phần Lan                                                                                            | FOX                | ngày 14 tháng 4 năm 2013 | 22:00               |
| Đức                                                                                                 | Fox Channel        | ngày 17 tháng 4 năm 2013 | 21:45               |
| Ý                                                                                                   | FOX                | ngày 22 tháng 4 năm 2013 | 21.50               |
| Panama · Guatemala · México · Cộng hòa Dominica · Venezuela · Colombia · Chile · Brasil · Argentina | Fox Latin America  | ngày 16 tháng 4 năm 2013 | 22:00               |
| Bồ Đào Nha                                                                                          | FOX                | ngày 14 tháng 4 năm 2013 | 23.30               |
| Ba Lan                                                                                              | FOX                | ngày 13 tháng 4 năm 2013 | 22:00               |
| Serbia                                                                                              | FOX                | ngày 22 tháng 4 năm 2013 | 22:00               |
| Nga                                                                                                 | FOX                | ngày 26 tháng 4 năm 2013 | 21:00               |
| Israel                                                                                              | yes                | ngày 9 tháng 7 năm 2013  |                     |
| Đông Nam Á · Brunei · Campuchia · Hồng Kông · Indonesia · Malaysia · Myanmar · Singapore · Thái Lan | Fox Movies Premium | ngày 28 tháng 4 năm 2013 | 22:00 (HK/SIN time) |
| Anh Quốc                                                                                            | FOX                | ngày 19 tháng 4 năm 2013 | 22:00               |
| Đài Loan                                                                                            | STAR Movies        | ngày 24 tháng 4 năm 2013 | 21:00               |
| Việt Nam                                                                                            | STAR Movies        | ngày 28 tháng 4 năm 2013 | 21:00               |
| Nhật Bản                                                                                            | FOX                | ngày 19 tháng 6 năm 2013 | 23:00               |